# Cyrtopogon thompsoni
Cyrtopogon thompsoni är en tvåvingeart som beskrevs av Cole 1921. Cyrtopogon thompsoni ingår i släktet Cyrtopogon och familjen rovflugor.
Artens utbredningsområde är Oregon. Inga underarter finns listade i Catalogue of Life.